# 寶瓶座η流星雨

1986年,哈雷彗星接近太陽時的軌跡。
1P/哈雷彗星
地球
太陽

寶瓶座η流星雨（Eta Aquarids）是與哈雷彗星相關聯的流星雨。
這個流星雨出現在每年的4月19日至5月28日，高峰期落在5月5日前後。與大多數流星雨不同的是，這個流星雨沒有尖峰，而是以5月5日為中心，持續約一週的高峰。我們認為寶瓶座η流星雨在數百年前就已經與哈雷彗星分離。哈雷彗星目前的軌道離地球不夠近，不足以成為流星活動的來源。
雖然這個流星雨不像獅子座流星雨那樣壯觀，而且流星的速度也遠低於英仙座流星雨與雙子座流星雨的流星，但它不是個普通的事件。寶瓶座η流星雨的名稱源自它的輻射點似乎位於寶瓶座的η星（墳墓三）。寶瓶座η流星雨在峰值時出現的速率大約是每分鐘一顆流星，但是因為輻射點偏南，在北半球的觀測者不容易看見如此的盛況。
寶瓶座η流星雨適宜觀賞的時間是黎明前，在遠離城市燈火的地區。對於北半球的觀測者，隨著輻射點在黎明前幾小時的上升，流星的數量也會逐漸增加。最適宜的觀測地點在赤道到南緯30度之間。
這個流星雨年復一年的活動都很平穩。然而在2013年，大約有兩天的ZHR（每小時天頂流星數）遠遠的超過平均值。三木雅·聖田（Mikiya Sato）對此一現象做了解釋（聖田和渡邊），這些流星來自哈雷彗星很早期拋射的一些被困在與木星共振軌道中的流星體（類似2007到2010年間觀測到的獵戶座流星雨），使得觀察到的ZHR最高達到135 ± 16 顆。IMO的年度流星雨預報資料都會提供流星雨的出沒時段、期大期與流星速度的最新資料。

## 外部連結
- Worldwide viewing times for the 2016 Eta Aquarids meteor shower（页面存档备份，存于）
- Observing and History of the Eta Aquarids
- Detailed information on the 2011 maximum of the Eta Aquarids, courtesy of the International Meteor OrganizationArchive.today的存檔，存档日期2014-09-24
- Your Guide To Watching This Week's Halley's Comet Meteor Shower（页面存档备份，存于）